# Четацуја (Чоројаши)
Четацуја (рум. Cetățuia) насеље је у Румунији у округу Долж у општини Чоројаши. Oпштина се налази на надморској висини од 98 m.

## Становништво
Према подацима из 2002. године у насељу је живело 129 становника, од којих су сви румунске националности.